# Ambachtsschool

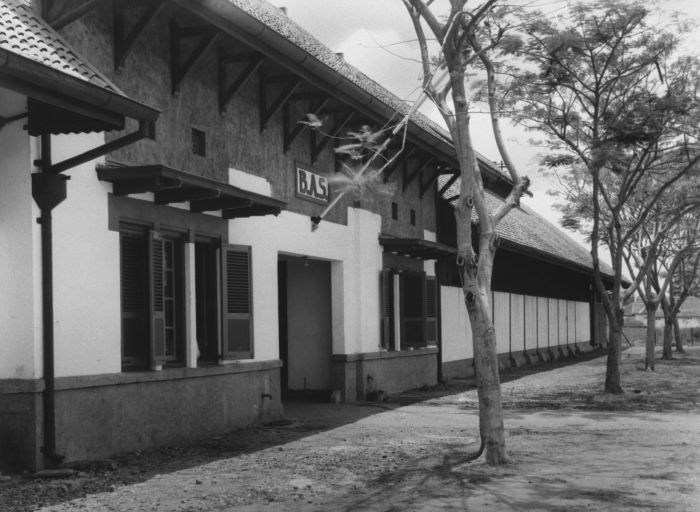
De Burger Ambachtsschool in Soerabaja, tussen 1929 en 1932

De ambachtsschool was een schooltype in Nederland en Suriname. In Nederland bestond het met voorlopers van 1844 tot ongeveer 1968.

## Beginperiode
Na de periode van ambachten en ambachtelijke nijverheid ontstonden in de 19e eeuw nieuwe vormen van bedrijvigheid die om een nieuwe opleidingsvorm voor de theoretische en praktische scholing van geschoolde werklieden vroeg. Naast de veelal gemeentelijke tekenscholen met in de regel avondonderwijs ontstonden er ambachtsscholen. Zo richtte de Amsterdamse architect H Hana in 1844 een ambachtsdagschool op. Andere initiatieven volgden, in 1861 opende de Maatschappij voor de Werkende Stand, ook weer te Amsterdam, de eerste ambachtsschool. Het type onderwijs kreeg vervolgens vanaf circa 1870 een landelijke verspreiding, geconcentreerd in de steden. In 1894 waren er 15 ambachtsscholen in Nederland met 2295 leerlingen, eind 1904 was het aantal scholen toegenomen tot 32 en het leerlingental tot 4567. 
Dit onderwijs leidde, zoals de naam aangaf, op voor ambacht en nijverheid. Het was bedoeld als vooropleiding op al dan niet zelfstandige ambachten, van schilders tot metaalbewerkers. Het was populair bij diegenen die na de lagere school nagenoeg geen mogelijkheid hadden om naar middelbare school te gaan. Samen met de verlenging van de leerplicht heeft de ambachtsschool een enorme invloed gehad op de emancipatie van de arbeider en het scholingsniveau in Nederland.
De ambachtsschool verzorgde technische opleidingen voor jongens, terwijl de huishoudschool gericht was op meisjes.

## 20e eeuw
Er waren twee-, drie- en vierjarige opleidingen. Ook was het mogelijk om een vierjarige opleiding al na drie jaar te verlaten met een daarbij passend getuigschrift. De ambachtsschool verzorgde opleidingen tot smid, timmerman, meubelmaker,  huisschilder, bankwerker, instrumentmaker en elektricien. Ook waren er cursussen koper-, lood- en zinkbewerken, elektriciteitsleer, auto-, motor- en rijwielhersteller. De school koos de opleidingen zodanig dat werd aangesloten bij de behoefte van de toekomstige arbeiders en werkgevers. Ook volwassenenonderwijs werd ingericht. Bij de invoering van de Mammoetwet, die in werking trad op 1 augustus 1968, is de naam ambachtsschool gewijzigd in Lagere Technische School (lts), een veelal vierjarige opleiding. Sinds 1999 maakt deze soort van onderwijs deel uit van het vmbo, met name de beroepsgerichte leerwegen.

## Vergelijk
Vakschool in Vlaanderen

## Links en literatuur
- N B Goudswaard, Vijfenzestig jaren nijverheidsonderwijs (Assen 1981)

## Fotogalerij

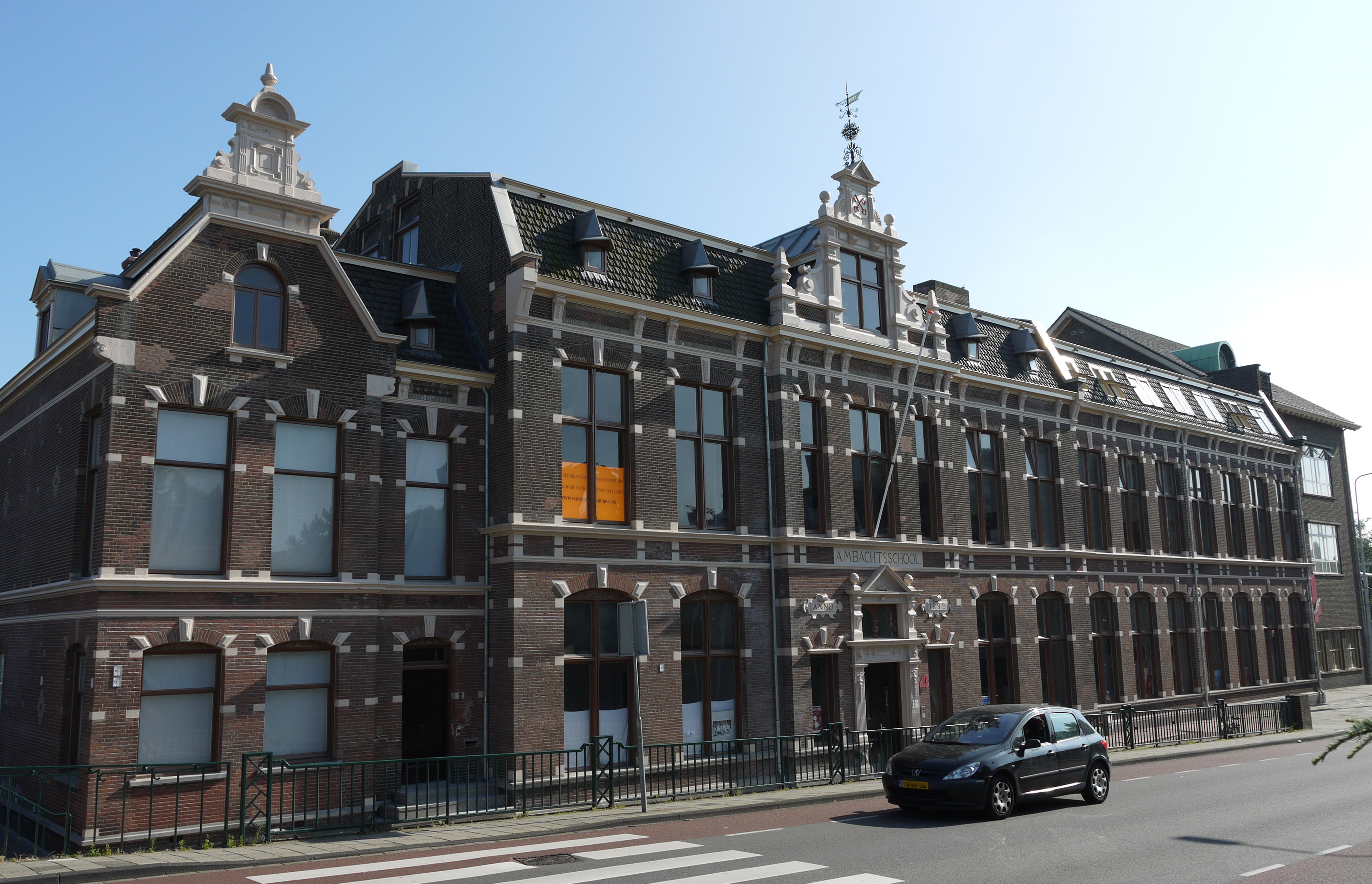
Voormalige Ambachtsschool Leiden
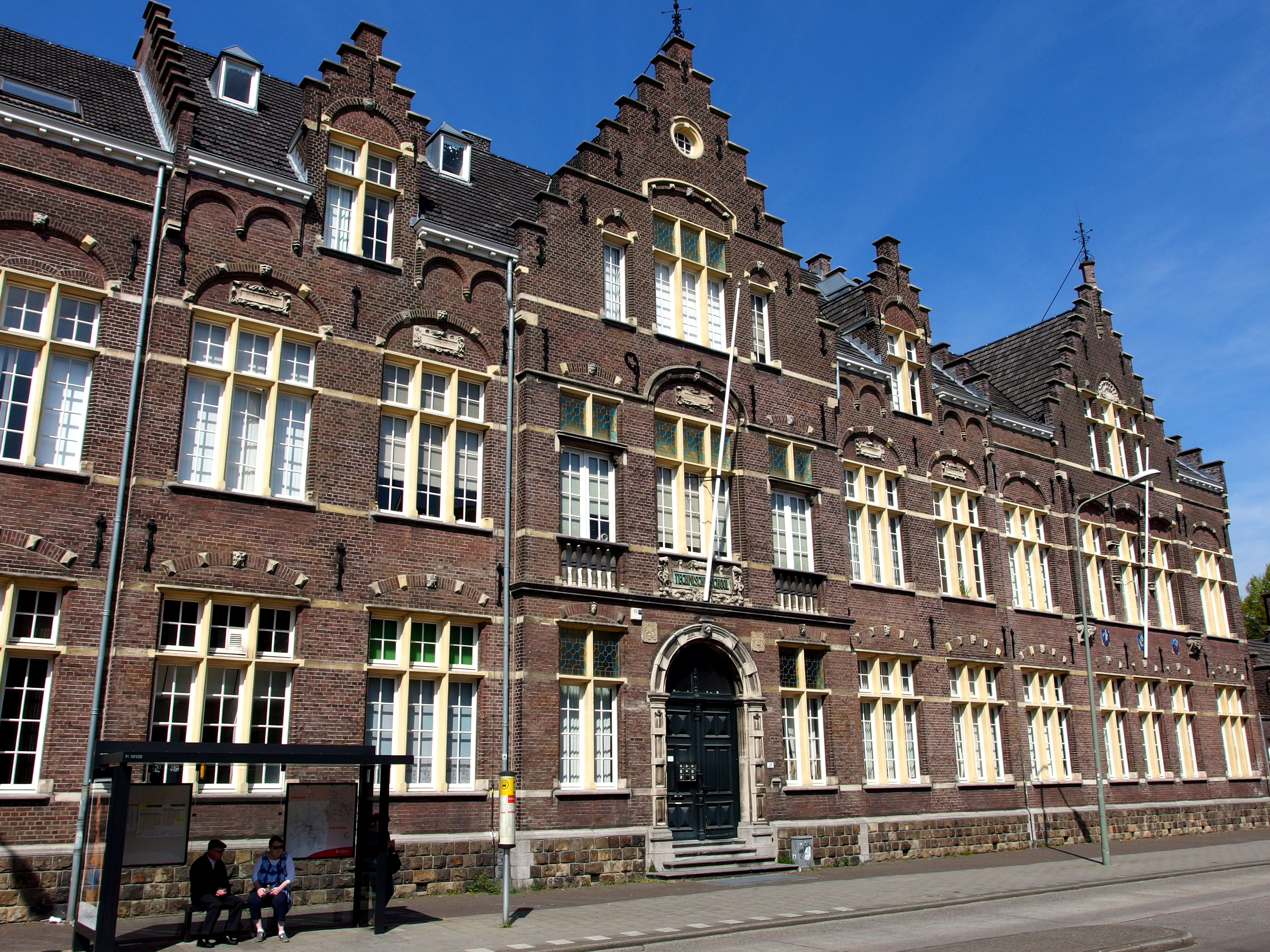
Voormalige Ambachtsschool Maastricht
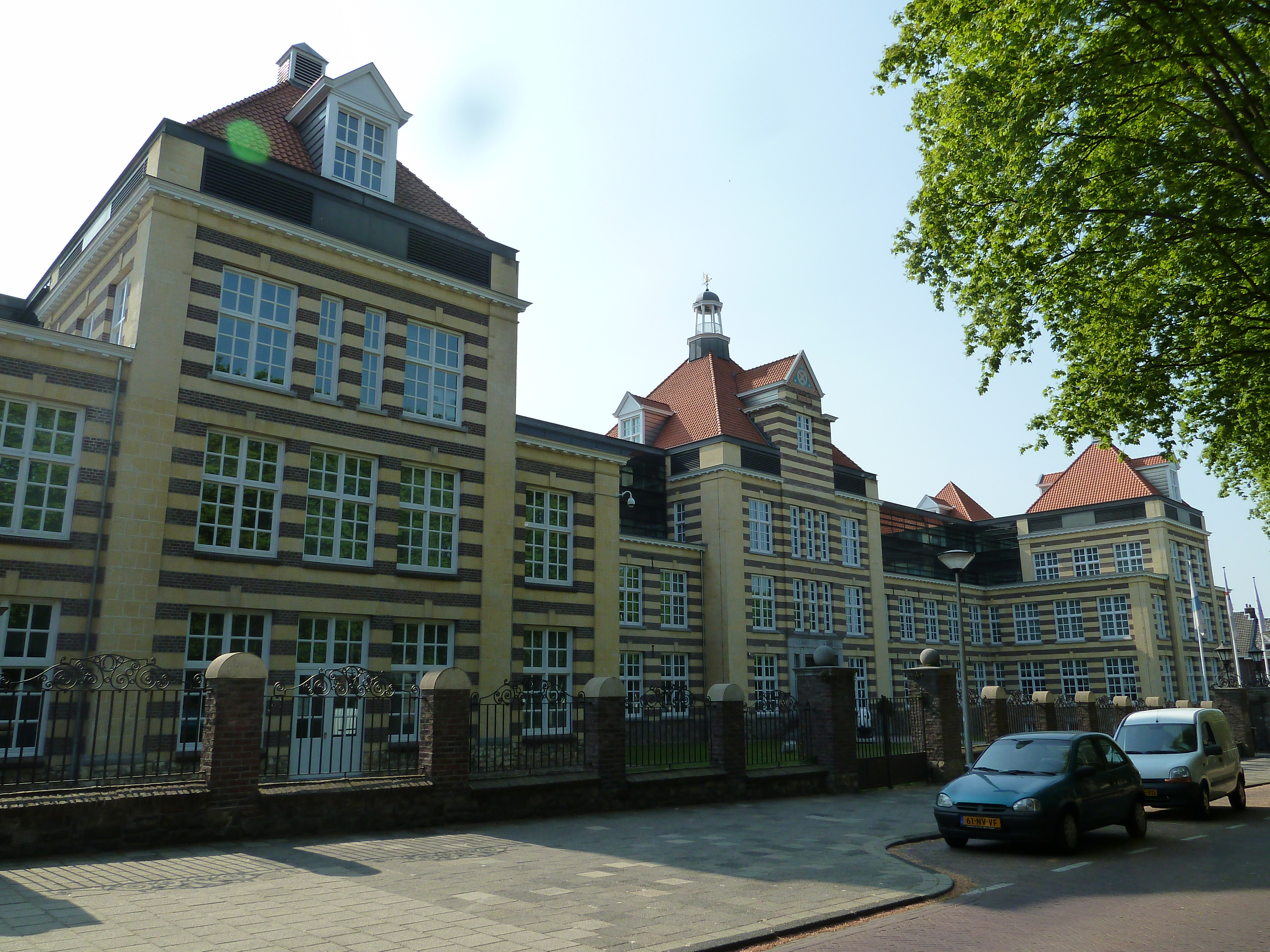
Voormalige Ambachtsschool Heerlen
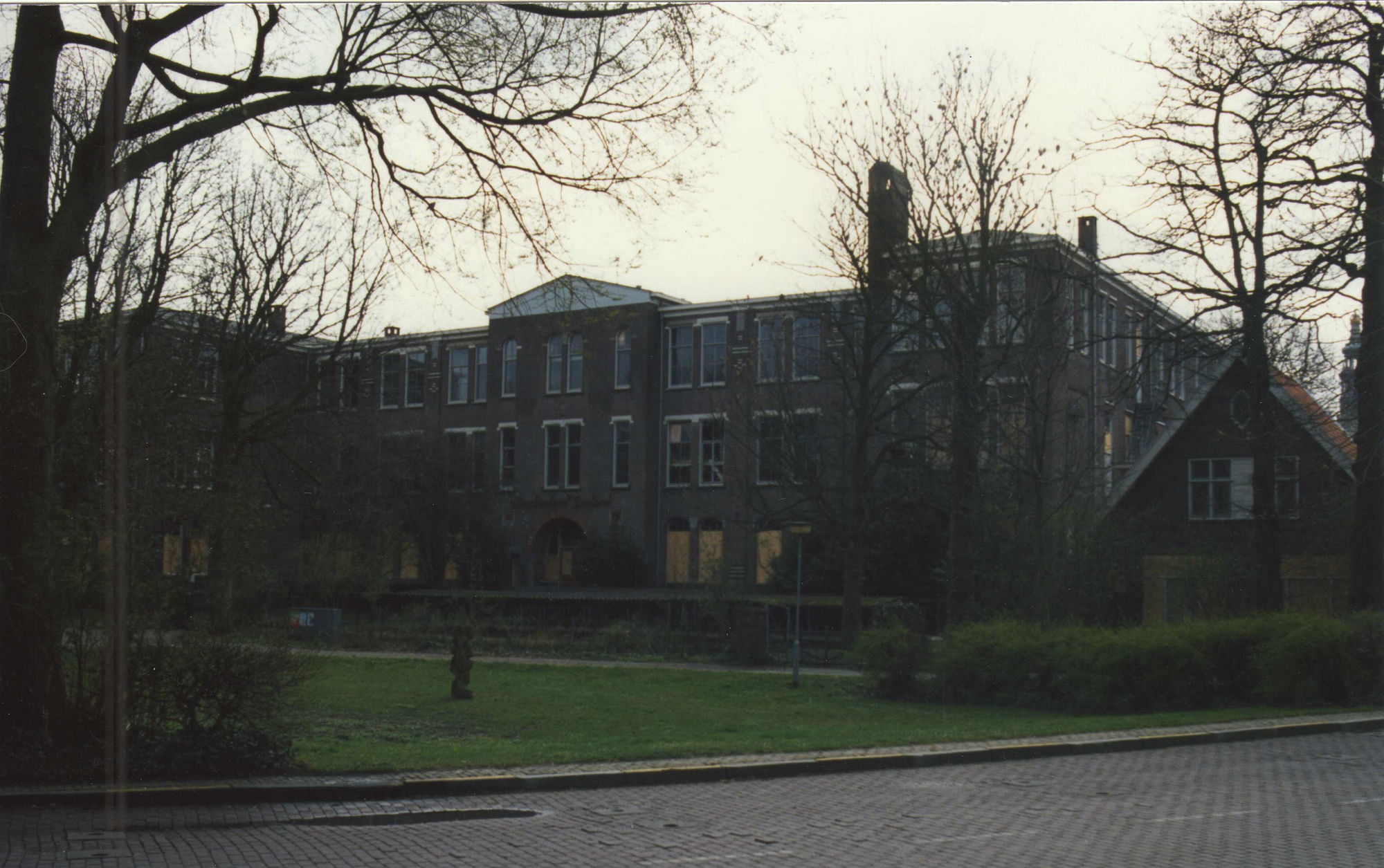
Voormalige Ambachtsschool Middelburg